# Souvans
Souvans település Franciaországban, Jura megyében. Lakosainak száma 519 fő (2022. január 1.). Souvans La Loye, Augerans, Bans, Mont-sous-Vaudrey, Nevy-lès-Dole, Séligney, Villers-les-Bois és Villers-Robert községekkel határos.

## Népesség
A település népessége az elmúlt években az alábbi módon változott:
| Lakosok száma | 375  | 358  | 405  | 480  | 511  | 492  | 483  | 478  | 492  | 519  |
|               | 1968 | 1982 | 1990 | 2006 | 2013 | 2015 | 2017 | 2019 | 2020 | 2022 |